# Ботассо, Хуан
Хуан Карлос Ботассо (исп. Juan Carlos Bottaso; 23 октября 1908, Буэнос-Айрес — 23 декабря 1950, Кильмес) — аргентинский футболист, вратарь. Участник первого чемпионата мира по футболу.

## Биография
Хуан Ботассо начал свою карьеру в клубе «Архентино де Кильмес», дебютировав в клубе 20 марта 1927 года в матче со «Спортиво Палермо», в котором «Архентино» проиграл 2:4. В 1930 году Ботассо перешёл в «Расинг» из Авельянеды. В его составе вошёл в историю, как первый вратарь, участвовавший в первом матче профессионального чемпионата Аргентины — 4 июня 1931 года. После выступлений за «Расинг», Ботассо вернулся в «Архентино де Кильмес», игравшим во втором аргентинском дивизионе, где выступал до конца своей карьеры в 1946 году.
Ботассо — чемпион Южной Америки 1929 года в составе сборной Аргентины. В 1930 году он был дублёром Анхеля Боссио, но Ботассо был вынужден заменить основного вратаря в полуфинале против США, а также в финальном матче против Уругвая, где «альбиселесте» уступила со счётом 2:4.

## Достижения
- Чемпион Южной Америки: 1929